# Alain Weill
Alain Weill (Strasburgo, 6 aprile 1961) è un imprenditore e manager francese, attivo nel settore dei media Altice e della telefonia.

## Carriera
Weill ha conseguito una laurea in economia e ha completato il suo MBA presso l'HEC Paris. La sua prima emittente professionale è stata la radio privata NRJ nel 1985, dopo di che è diventato amministratore delegato di Quarare, una filiale del fornitore di servizi Sodexo. Nel 1990 ritorna nel settore dei media, prima come vicedirettore e poi come direttore generale del gruppo RTL. In questo ruolo ha assunto nel 2002 tra l'altro BFM e nel 2005 ha lanciato il canale business BFM TV.
In qualità di funzionario multiplo ha fatto parte anche del consiglio di sorveglianza della società di telefonia mobile SFR e della società di telecomunicazioni Iliad e ha diretto le attività operative del fornitore di servizi Internet Altice Europe, inizialmente come COO e poi come CEO.